# 平公 (宋)
平公（へいこう、? - 紀元前532年）は、春秋時代の宋の君主（在位前576年 - 前532年）。姓は子、名は成。共公の子。紀元前576年、共公に代わって戚での会盟に参加した。この年に共公が死去すると、司馬の蕩沢（子山）が公子肥を殺害し、華元をも殺そうとした。華元は晋に亡命しようとしたが、魚石がこれを引き止め、華元は帰国した。華喜と公孫師が蕩氏を攻め、蕩沢を殺害した。魚石は楚に亡命し、平公は宋公に擁立された。紀元前573年、楚が宋の彭城を奪い、魚石を彭城に封じた。紀元前572年、晋・魯・宋・衛などの連合軍が彭城を包囲し、魚石を殺して彭城を宋に返還した。紀元前546年、宋の大夫の向戌の働きかけで晋の趙武・楚の屈建・魯の叔孫豹・蔡の公孫帰生・衛の石悪・陳の孔奐・鄭の良霄らが宋の都に参集し、2度目の弭兵の会が開かれた。紀元前532年、平公は在位44年で死去した。